# Harry Stiff
Harold Joseph Stiff, detto Harry (Sudbury, 23 ottobre 1881 – Finchingfield, 17 aprile 1939), è stato un tiratore di fune britannico.

## Biografia
Ha partecipato ai giochi olimpici di Anversa del 1920, dove ha vinto la medaglia d'oro nel tiro alla fune, battendo la squadra olandese.

## Palmarès
In carriera ha conseguito i seguenti risultati:
- Giochi olimpici

Anversa 1920: oro nel tiro alla fune.